# Nefridioporo
Il nefridioporo, parte del sistema escretore di alcuni organismi protostomi, è la parte terminale dei tubuli e quindi apre all'esterno l'apparato escrettore di questi organismi.